# Alan Francis Chalmers
Alan Francis Chalmers (* 1939 in Bristol) ist ein britischer Hochschullehrer für Philosophie. 

## Leben
Er befasste sich an der University of Sydney insbesondere mit der historischen Entwicklung der Naturwissenschaften und den philosophischen Grundlagen der Naturwissenschaften. Alan Chalmers studierte Physik an der University of Bristol, der Universität Manchester und der Universität London.

## Werk
Er veröffentlichte zahlreiche Artikel zur Wissenschaftstheorie, deren Kernaussagen er in zwei Büchern, Wege der Wissenschaft und  Grenzen der Wissenschaft, zusammenfasste. Sein zentrales Thema ist die Suche nach einer philosophischen Grundlage der Wissenschaften, die jene von Pseudowissenschaften abgrenzen kann.
Im ersten Buch betrachtet und verwirft er den naiven Induktivismus und Falsifizierbarkeit als unzureichende Grundlagen der Naturwissenschaften. In seinem zweiten Buch lehnt er sowohl Karl Poppers Kritischen Rationalismus als auch Paul Feyerabends Relativismus als geeignete Kandidaten einer Axiomatisierung der Wissenschaften ab, den ersten, da er zu starr sei und der historischen Entwicklung der Wissenschaften widerspreche, den letzten, da er Pseudowissenschaften zulasse. Als Alternative schlägt er vor, Wissenschaften über ihren Zweck, eine einheitliche Beschreibung der Welt zu bieten, zu definieren, und ihren Erfolg daran zu messen, wie die Wissenschaft diesen Zweck erfüllt.
Das Buch Wege der Wissenschaft, im Original What Is This Thing Called Science?, wurde in 19 Sprachen übersetzt und gilt als Standardlehrwerk im Bereich der Wissenschaftsphilosophie.

## Ehrungen
- 1997 Fellow der Australian Academy of the Humanities[1]

## Schriften (Auswahl)
- What Is This Thing Called Science? An Assessment of the Nature and Status of Science and Its Methods. Open University Press, Milton Keynes 1978, ISBN 0-335-00241-2 (4. Aufl. 2013).
  - deutsch: Wege der Wissenschaft. Einführung in die Wissenschaftstheorie. Hrsg. und übersetzt von Niels Bergemann und Jochen Prümper. Springer, Berlin [u. a.] 1986, ISBN 3-540-16244-5 (6. Aufl. 2007).
- Science and Its Fabrication. Open University Press, Milton Keynes 1990, ISBN 0-335-09318-3.
  - deutsch: Grenzen der Wissenschaft. Hrsg. und übersetzt von Niels Bergemann und Christine Altstätter-Gleich. Springer, Berlin [u. a.] 1999, ISBN 3-540-65842-4.
- The Scientist’s Atom and the Philosopher’s Stone. How Science Succeeded and Philosophy Failed to Gain Knowledge of Atoms (= Boston Studies in the Philosophy and History of Science. Band 279). Springer, Dordrecht [u. a.] 2009, ISBN 978-90-481-2361-2.
  - Ausführlich rezensiert von Michael R. Matthews in: Science & Education. Band 20, 2011, S. 173–190, doi:10.1007/s11191-010-9226-2.
- One Hundred Years of Pressure. Hydrostatics from Stevin to Newton (= Archimedes. Band 51). Springer, Cham 2018, ISBN 978-3-319-85938-5.